# La legge della foresta
La legge della foresta (God's Country and the Woman) è un film del 1937 diretto da William Keighley.
È un film drammatico a sfondo romantico statunitense con George Brent, Beverly Roberts e Barton MacLane. È basato sul romanzo del 1915 God's Country and the Woman di James Oliver Curwood.

## Produzione
Il film, diretto da William Keighley su una sceneggiatura di Norman Reilly Raine e William Jacobs con il soggetto di Peter Milne, Charles Belden e James Oliver Curwood (autore del romanzo), fu prodotto da Louis F. Edelman per la Warner Bros. e girato a Washington dal 6 luglio 1936.

## Distribuzione
Il film fu distribuito con il titolo God's Country and the Woman negli Stati Uniti dal 16 gennaio 1937 (première a New York il 10 gennaio 1937) al cinema dalla Warner Bros.
Altre distribuzioni:
- in Finlandia il 29 agosto 1937 (Metsien kansa)
- in Svezia il 13 settembre 1937 (Folket i skogarnas land)
- in Portogallo il 22 novembre 1937 (A Lei da Floresta)
- in Danimarca il 21 febbraio 1938 (Skovens folk)
- negli Stati Uniti il 17 luglio 1948 (redistribuzione)
- in Norvegia (Der skogene suser)
- in Germania (Fluß der Wahrheit)
- in Grecia (I gi tis epangelias)
- in Brasile (Porque o Diabo Quis)
- in Italia (La legge della foresta)

## Promozione
Le tagline sono:
- "Alone in the world of men---this girl fought them on their own grounds--on their own terms...and won! (original Herald)".
- "All the majestic grandeur of the great Northwest lumber country...imprisoned for the first time by the magic bush of Technicolor! ".
- "Men as untamed as the wilderness charge this drama with all the fury of nature and human emotions unleashed! ".
- "She tried to do a man's work...until this man made her remember she was all woman!".
- "NOW IT THUNDERS ACROSS THE SCREEN---JAMES OLIVER CURWOOD'S MIGHTY DRAMA OF A GIRL ALONE IN A WORLD OF MEN! (original poster-all caps)".